# Oconomowoc Lake (Wisconsin)
Oconomowoc Lake es una villa ubicada en el condado de Waukesha en el estado estadounidense de Wisconsin. En el censo de 2010 tenía una población de 595 habitantes y una densidad poblacional de 69,59 personas por km².

## Geografía
Oconomowoc Lake se encuentra ubicada en las coordenadas 43°5′38″N 88°27′7″O / 43.09389, -88.45194. Según la Oficina del Censo de los Estados Unidos, Oconomowoc Lake tiene una superficie total de 8.55 km², de la cual 5.13 km² corresponden a tierra firme y (40.02%) 3.42 km² es agua.

## Demografía
Según el censo de 2010, había 595 personas residiendo en Oconomowoc Lake. La densidad de población era de 69,59 hab./km². De los 595 habitantes, Oconomowoc Lake estaba compuesto por el 97.31% blancos, el 0.34% eran afroamericanos, el 0.34% eran amerindios, el 0.84% eran asiáticos, el 0.17% eran isleños del Pacífico, el 0.67% eran de otras razas y el 0.34% pertenecían a dos o más razas. Del total de la población el 1.85% eran hispanos o latinos de cualquier raza.